# Accesso diretto (economia)
Il commercio ad accesso diretto è una metodologia mediante la quale un cliente può intrattenere una relazione commerciale direttamente con il market maker o con degli specialisti per lo scambio, senza la mediazione di alcun broker.
Un'azienda che fornisce tale modalità d'accesso è detta ad accesso diretto. Questo tipo di commercio viene svolto principalmente da daytrader e scalper che tengono in conto la rapidità d'esecuzione e la riduzione al minimo dei ricavi.